# Йе (коммуна)
Йе (фр. Hyet) — коммуна во Франции, находится в департаменте Верхняя Сона (регион Бургундия — Франш-Конте). Входит в состав кантона Рьоз. Округ коммуны — Везуль.
Код INSEE коммуны — 70288.

## География
Коммуна расположена приблизительно в 320 км к юго-востоку от Парижа, в 27 км севернее Безансона, в 18 км к югу от Везуля.
По территории коммуны протекает река Кенош (фр. Quenoche).

## Население
Население коммуны на 2010 год составляло 99 человек.
| 1962 | 1968 | 1975 | 1982 | 1990 | 1999 | 2010 |
| ---- | ---- | ---- | ---- | ---- | ---- | ---- |
| 106  | 105  | 82   | 90   | 78   | 88   | 99   |

## Экономика

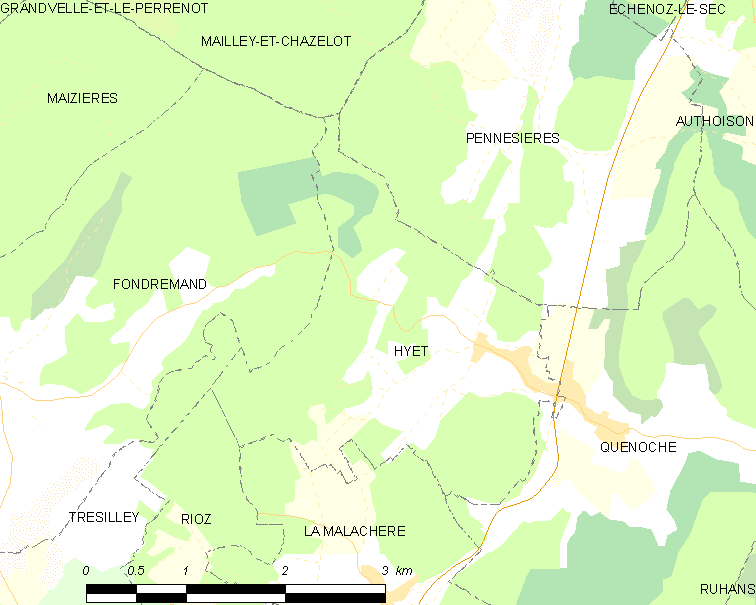
Карта коммуны

В 2010 году среди 67 человек трудоспособного возраста (15—64 лет) 53 были экономически активными, 14 — неактивными (показатель активности — 79,1 %, в 1999 году было 72,2 %). Из 53 активных жителей работали 49 человек (25 мужчин и 24 женщины), безработных было 4 (3 мужчины и 1 женщина). Среди 14 неактивных 3 человека были учениками или студентами, 7 — пенсионерами, 4 были неактивными по другим причинам.